# Les Enfants du divorce (téléfilm)
Ne doit pas être confondu avec Les Enfants du divorce.
Pour plus de détails, voir Fiche technique et Distribution.
Les Enfants du divorce (Children of Divorce) est un téléfilm américain de  Joanna Lee diffusé en 1980 et qui décrit les différents drames vécus par les enfants de parents séparés ou divorcés. 

## Fiche technique
- Titre original : Children of Divorce
- Titre français : Les Enfants du divorce (Québec)
- Réalisation : Joanna Lee
- Scénario : Joanna Lee
- Direction artistique : Bill Ross
- Décors : Mary Ann Good
- Photographie : Harry J. May
- Montage : Carroll Sax
- Musique : Minette Allton, Raoul Kraushaar
- Production : Charles B. Fitzsimons
- Sociétés de production : Christiana Productions, Marble Arch Productions
- Société de distribution : NBC
- Pays d'origine :  États-Unis
- Langue originale : anglais
- Format : couleur - 35 mm - 1,33:1 - son mono
- Genre : dramatique
- Durée : 104 minutes
- Dates de diffusion :
  - États-Unis : 24 novembre 1980

## Distribution
- Barbara Feldon : Irene Hoffman
- Lance Kerwin : Tony Malik
- Stacey Nelkin : Andrea Hoffman
- Carmine Caridi : Joe Hoffman
- Christopher Ciampa : Josh Hoffman
- Olivia Cole : Betty Williams
- Kim Fields : Denise Williams
- Zohra Lampert : Mrs. Goldsmith
- Greg Mullavey : Tom Malik
- Stella Stevens : Sherry Malik
- Fritz Weaver : Eli Sorenson
- Billy Dee Williams : Walter Williams
- Carmen Zapata : Mrs. Ruiz
- Mary-Robin Redd : Marcia
- Pamela McMyler : Mildred
- Archie Lang : le juge Hammond
- Armand Alzamora : Mr. Martinez
- Zale Kessler : Sy Levinson
- Lauren Dana Adams : Joanie
- Traci Rae : Toby
- Denice Kumagai : Dianna
- Joshua Davis : Buddy
- Michael Bauer : Don
- Lisa Ross : Melanie
- Suzanne Crough : Kate
- Seeley Ann Thumann : Nancy
- Kelly Parsons : Pat
- Michael Hughes : Hamilton
- Shari Summers : Employment Counselor
- Patricia Coyle : 1re fille
- Katja Crosby : 2e fille
- Erin McKellar : 3e fille
- Verda Bridges : 1re fille rebelle
- Regina Hooks : 2e fille rebelle
- Eleanor McCoy : 3e fille rebelle

## Analyse
Réalisé dans la foulée de Kramer contre Kramer (1979), ce téléfilm reflète la situation américaine des années 1970 et 1980, où le taux de divorce très élevé et croissant a fait prendre conscience au public que la séparation des parents avait un effet très néfaste sur les enfants.
Dans chaque famille concernée, les différents garçons réagissent différemment : un enfant grossit excessivement, un autre dégrade ses résultats scolaires, une gymnaste prend très jeune l'habitude de l'alcool et un jeune homme décide d'avoir des relations sexuelles avant le mariage avec sa petite amie.
Les acteurs sont des personnalités plus ou moins connues de la télévision américaine, apparus dans des séries ou des sitcoms des années 1970 et 1980.